# Brennan Heart
Brennan Heart, właściwie Fabian Bohn (ur. 2 marca 1982) – holenderski DJ tworzący głównie muzykę hardstyle. Grał na takich imprezach jak Qlimax, Defqon 1, Decibel Outdoor, X-Qlusive czy HardBass.

## Dyskografia

### Single
- Brennan Heart – Speakercheck / Rush To The Floor (2004)
- The Prophet & Brennan Heart – Payback (2006)
- Brennan Heart – Rev!val X (2006)
- Brennan Heart – Evolut!on Of Style
- Brennan Heart (Blademasterz) – One Blade (2007)
- Brennan Heart – Rush The Rmx (2007)
- Brennan Heart – Get Wasted (Defqon.1 Festival Anthem 2007) (2007)
- Brennan Heart Meets Clive King – Fearless / Wooloomooloo (2008)
- Brennan Heart Ft Shanokee – Home / Homeless (2008)
- Brennan Heart – Memento / Remember, Remember... (2008)
- Brennan Heart – Faith In Your DJ (2009)
- Brennan Heart – Musical Impressions Album Sampler 001 (2009)
- Brennan Heart – Musical Impressions Album Sampler 002 (2009)
- Brennan Heart – Musical Impressions Album Sampler 003 (2009)
- Brennan Heart – Revelations (Reverze 2010 Anthem)
- The Viper & G-Town Madness Vs Brennan Heart – Blending Harder Styles (2010)
- Brennan Heart – Album Sampler 005 (2010)
- Brennan Heart – Midifilez Sampler 001 (2010)
- Brennan Heart – Midifilez Sampler 002 (2010)
- Brennan Heart – Midifilez Sampler 003 (2010)
- Brennan Heart – Alternate Reality (Qlimax Anthem 2010)
- Brennan Heart – Midifilez Sampler 004 (2010)
- Brennan Heart – Till U believe it (2010)
- Brennan Heart & The Prophet – Wake Up! (2011)
- Brennan Heart & Wildstylez – Lose My Mind (2011)
- Brennan Heart – Life That We Dream Of (City2City) (2012)
- Brennan Heart – We Can Escape (Intents Anthem 2012)
- Brennan Heart – What's It Gonna Be / Running Late (2012)
- Brennan Heart – Running Late / Lift Me Up (2012)
- Brennan Heart – Freaqshow (2012 Anthem) (2013)
- Brennan Heart – Never Break Me (2013)
- Brennan Heart & Jonathan Mendelsohn – Imaginary (2013)
- Brennan Heart & Jonathan Mendelsohn – Follow the light (2014)
- Wildstylez & Brennan Heart – Lies Or Truth (2015)

### Albumy[1]
Brennan Heart – Musical Impressions (2009)

Brennan Heart – Midifilez (2010)

Brennan Heart – Evolution Of Style (2014)

Brennan Heart – I AM Hardstyle (2016)

Brennan Heart - On Demand (2017)

Brennan Heart - Show Your True Colors (2019)
Brennan Heart - Brennan Heart And Friends (2020)